# كالامونتي
بلدية كالامونتي (بالإسبانية: Calamonte)‏, هي إحدى بلديات مقاطعة بطليوس, التي تقع في منطقة إكستريمادورا, والتي تقع في غرب إسبانيا.
يبلغ عدد سكانها 6.136 نسمة وفقاً لإحصائية سنة (2002).

## أعلام
- خوان خوسيه سيرانو ماسياس